# Bielice (Bydgoszcz)

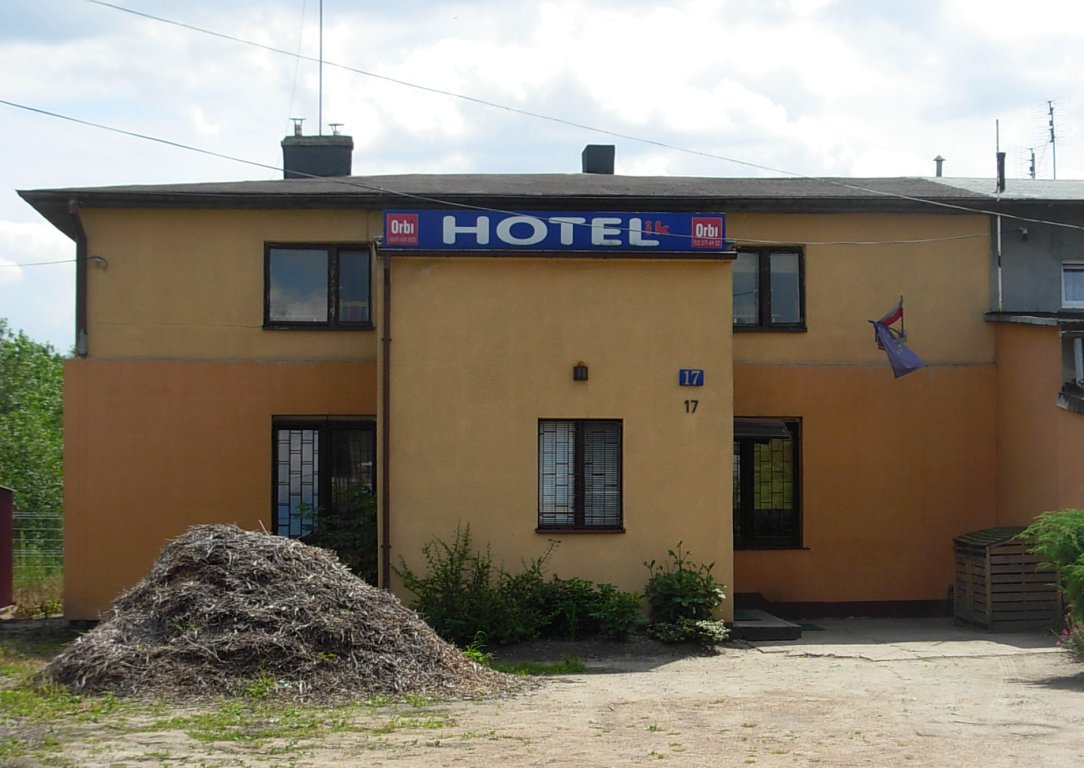
Hotel Orbi przy ul. Wczasowej

Bielice (Alt Beelitz, Neu Beelitz) – jednostka urbanistyczna (osiedle) miasta Bydgoszczy, położona w jego południowej części.

## Położenie
Bielice usytuowane są w południowej części Bydgoszczy i zaliczane do osiedli tzw. Górnego Tarasu Bydgoszczy. Sąsiaduje od północy z osiedlem Szwederowo, od zachodu z osiedlem Biedaszkowo, od wschodu z osiedlami: Wzgórze Wolności i Glinki, zaś od południa z Lotniskiem.
Pod względem fizyczno-geograficznym osiedle leży w obrębie makroregionu Pradolina Toruńsko-Eberswaldzka, w mezoregionie Kotlina Toruńska i mikroregionie Miasto Bydgoszcz Południowe (terasa górna ok. 69–70 m n.p.m.).
Historycznie w skład obecnej jednostki urbanistycznej wchodzi część wcielonej w 1920 r. gminy Bielice Nowe (262 ha).

## Charakterystyka
Północną granicą osiedla jest ulica Horodelska, zachodnią – ul. Bielicka, wschodnią – ulice Kujawska i aleja Jana Pawła II, zaś południową granicą lotniska bydgoskiego, mieszczącego zarówno międzynarodowy port lotniczy, jak i trawiaste pola wzlotów Aeroklubu Bydgoskiego.
Znaczną część Bielic zajmują Rodzinne Ogrody Działkowe im. gen. Władysława Sikorskiego, graniczące od południa z zagajnikiem leśnym oddzielającym je od lotniska. Część wschodnią zajmuje osiedle domów jednorodzinnych. Przy ulicy Kujawskiej znajdują się przedsiębiorstwa produkcyjno-handlowe, m.in. Zakłady Maszyn Gastronomicznych MaGa, salon Toyoty „Jaworski Auto” i inne. Przy ul. Wczasowej 17 znajduje się niewielki hotel Orbi.
Nazwą Bielice określa się również leśnictwo, które wchodzi w skład Nadleśnictwa Bydgoszcz. Jego powierzchnia wynosi 294 ha.

### Nazwa
Nazwa Bielice pochodzi od słowa błoto, bagno, mokradło, bielica błotnista - biała ziemia.

### Ludność
W 1970 r. Bielice zamieszkiwało 700 osób, 20 lat później – 420. Liczba mieszkańców osiedla spadała do 2004 r., kiedy osiągnęła liczbę 273, po czym zaczęła rosnąć, osiągając w 2007 r. ponad 400 osób.

### Rekreacja
Skrajem osiedla wzdłuż ul. Kujawskiej prowadzi  szlak turystyczny „Relaks” do jeziora Jezuickiego w Chmielnikach.

## Historia

### Okres staropolski
Pierwsza wzmianka o wsi Bielice znajduje się w akcie lokacyjnym Bydgoszczy z 1346 roku. Wójtowie i ich spadkobiercy otrzymali parcelę w Byelicze - Bielice i prawo do wykarczowania lasów pod pola uprawne. W 1565 r. zanotowano w niej 12 kmieci na dwóch łanach oraz karczmę. Wieś królewska starostwa bydgoskiego położona była w końcu XVI wieku w powiecie bydgoskim województwa inowrocławskiego. W XVII wieku w Bielicach był folwark należący do starostwa bydgoskiego. W czasie potopu szwedzkiego folwark został całkowicie zniszczony. W latach 80. XVII wieku mieszkało tu dwóch owczarzy z komornikami, którzy opłacali czynsz na rzecz wójta bydgoskiego. W czasie wojny północnej mieszkańcy wsi zostali obłożeni kontrybucją przez rotmistrza chorągwi wołoskiej. Wkrótce miejscowość została spustoszona i zupełnie opuszczona. W 1717 roku w Bielicach stały 3 zrujnowane chałupy, inne rozebrano, a pozyskany z nich materiał zwieziono do zamku bydgoskiego. Odbudowę gospodarczą wsi wójtostwa i starostwa bydgoskiego podjęto po ustabilizowaniu się sytuacji politycznej w latach 20 XVIII wieku. Inwentarz wójtostwa z 1744 r. zawiera szczegółowy opis wsi i folwarku Bielica. W folwarku stał dworek kryty strzechą, na podwórzu była studnia z żurawiem, poza tym wozownia, gumno, stodoła i owczarnia. Pola uprawne miały powierzchnię około 8 włók. Wysiewano na nich żyto, jęczmień, owies, groch. Do folwarku należały także łąki położone bliżej Glinek i Rupienicy. Za stodołami urządzono ogrody warzywne. We wsi mieszkało 8 chłopów z rodzinami, którzy od wiosny do jesieni obowiązani byli odprawiać 2 dni pańszczyzny w tygodniu.
W 1744 roku wójt bydgoski Kieyzerling osadził we wsi dwóch gospodarzy (Jan i Marcin Kweran) na podstawie kontraktu czynszowego typu olęderskiego. Mieli oni obowiązek płacić rocznie na rzecz wójta ponad 450 złotych podatków (czynsz, pogłówne, hiberna, dziesięcina, gajowe). Gospodarze zwolnieni byli z szarwarków na rzecz dworu, lecz mieli obowiązek zaopatrywać się w piwo i gorzałkę wyłącznie z karczmy zamkowej.
Folwark Bielice położony był w rejonie obecnego portu lotniczego, na podmokłym terenie odwadnianym przez ciek Niziny wpadający do Brdy. Jak podaje inwentarz z 1766 r. pola wsi graniczyły z polami wsi Glinki oraz folwarków: Biedaszkowo i Szwederowo.

### Okres zaboru
W końcu XVIII wieku trzy samodzielne gospodarstwa rolne scalono przez wolny wykup w jeden folwark zwany Bielicami Starymi. Folwark ten graniczył z folwarkami: Szwederowo, Rupienica, Biedaczkowo, a od południa z lasem bielickim. W pierwszych latach zaboru na odłączonych peryferiach folwarku osiedlono osadników. W ten sposób zabudowano dzisiejszą ulicę Brzozową. Dla odróżnienia tę część Bielic zwano początkowo kolonią, a później Nowymi Bielicami. Drogą łączącą folwark z miastem była dzisiejsza ulica Bielicka, na południe wiodąca poprzez Puszczę Bydgoską do wsi Zielonka.
Spis miejscowości rejencji bydgoskiej z 1833 r. podaje, że w folwarku Bielice Stare (niem. Alt Beelitz) mieszkało 118 osób (102 ewangelików, 16 katolików) w 13 domach. Natomiast we wsi Bielice Nowe (niem. Neu Beelitz) mieszkało 178 osób (151 ewangelików, 25 katolików) w 13 domach. Według opisu Jana Nepomucena Bobrowicza z 1846 r. Bielice Nowe i folwark Bielice Stare były wsiami rządowymi należącymi do domeny bydgoskiej. Kolejny spis z 1860 r. podaje, że w Starych Bielicach znajdował się folwark posiadający prywatnego właściciela (Schmidt), który zamieszkiwało 50 osób (23 ewangelików, 27 katolików) w 9 domach. Natomiast w Nowych Bielicach istniała kolonia osadnicza oraz leśniczówka. Liczyły one łącznie 366 osób (304 ewangelików, 62 katolików) w 44 domostwach. W Starych Bielicach istniała szkoła elementarna.
W XIX wieku wyodrębniła się gmina Bielice, położona między ulicami: Kujawską, Konopną i Inowrocławską. Przed 1876 r. północna część gminy o powierzchni 32 ha (między ulicami Kujawską, Sieradzką, Wiatrakową, Lenartowicza, Marii Konopnickiej) została włączona do miasta. Pozostałą część zwaną Bielice Nowe (262 ha) włączono do Bydgoszczy w 1920 r.
Spis z 1885 r. wykazał, że w Bielicach Starych było 10 budynków i 128 mieszkańców, w tym 80 katolików i 48 ewangelików. Natomiast w 1910 r. w Bielicach Nowych było 70 budynków i 677 mieszkańców, w tym 282 posługiwało się językiem polskim, a 396 – niemieckim.

### Okres po 1920 r.
W okresie międzywojennym istniał nadal folwark Bielice Stare, zaś wzdłuż ul. Brzozowej ciąg zabudowy jednorodzinnej z ogrodami. Lotnisko bydgoskie funkcjonowało wówczas na terenie Biedaszkowa.
Po II wojnie światowej w planach zagospodarowania przestrzennego miasta wśród terenów wyznaczonych pod zabudowę wielorodzinną znajdowało się lotnisko bydgoskie, które miało zostać przeniesione poza miasto. Nie znalazło to jednak potwierdzenia w późniejszych ustaleniach. Ostatecznie tereny pod budownictwo mieszkaniowe Bydgoszczy znaleziono w dzielnicy wschodniej (Fordon), a w 1976 r. jako perspektywiczny wytypowano kierunek północny (nowa dzielnica mieszkaniowa Las Gdański-Maksymilianowo).
W wyniku podziału miasta na jednostki urbanistyczne w latach 60. XX w. teren większości dawnej gminy Bielice został uznany za wschodnią część Szwederowa, natomiast część południowa została odseparowana i przeznaczona na powiększone lotnisko (wojskowe i cywilne). Odcięto wówczas ulicę Bielicką, która obecnie nie ma połączenia z Puszczą Bydgoską. Obecna jednostka urbanistyczna Bielice stanowi relikt dawnej gminy, obejmując rejon dawnej osady Bielice Nowe, podczas gdy miejsce folwarku Bielice Stare zajmuje pas startowy portu lotniczego Bydgoszcz.
W latach 60. bydgoska Miejska Rada Narodowa wyznaczyła na wschodzie Bielic działki budowlane pod budownictwo indywidualne, finansowane ze środków własnych ludności. Natomiast w latach 70. na części pola folwarcznego założono zespół ogródków działkowych. Naprzeciwko (ul. Bielicka 72) znajdowało się przedszkole w budynku dawnej szkoły ludowej, wzniesionym w 1886 roku.

## Ciekawostki

### Szkoła w Bielicach
Rozwój szkolnictwa na terenie Bielic ma swój początek w 1825 roku. W 1829 r. rejencja bydgoska poleciła zorganizowanie gminnej szkoły elementarnej dla dzieci ewangelickich, których było wówczas 94 wobec 26 katolickich. W 1835 r. ówczesny właściciel folwarku Bielice Stare wybudował naprzeciw swej rezydencji budynek szkolny, który służył do 1862 r. zarówno dzieciom ewangelickim, jak i katolickim. W tym roku właściciel Bielic Oueisner w zamian za dotychczasową szkołę oddał zabudowaną nieruchomość przy ul. Bielickiej, na której w 1885 r. wzniesiono nowy budynek szkoły. Uczęszczały do niej dzieci z ulic znajdujących się na terenie gminy i folwarku Bielice jak Inowrocławska, Brzozowa i koniec ul. Bielickiej. Szkoła ta czynna była do 1926 r., kiedy to dzieci z niej przekazano do szkoły ludowej na Szwederowie przy ulicy Stanisława Leszczyńskiego. Po II wojnie światowej w budynku mieściło się przedszkole.

## Ulice na Bielicach
Związane z nazwami geograficznymi:
- Bielicka
- Przyłęcka
- Rynarzewska

Związane z drzewami:
- Brzozowa

Związane z osobami:
- Księdza Jana Bocheńskiego
- Stanisława Sadowskiego
- Walentego Stefańskiego

Związane z okolicą:
- Przy Lotnisku

Związane z wypoczynkiem:
- Wczasowa

Związane z uprawą ziemi:
- Ziemska

Inne:
- Gładka
- Horodelska
- Prosta
- Pusta